# Касьяненко, Василий Игнатьевич
Васи́лий Игна́тьевич Касья́ненко (1 января 1924, Чиили, Казакская АССР — 30 января 1997, Москва) — советский и российский историк, специалист в области экономической и политической истории СССР, методологии и историографии социализма. Заслуженный деятель науки РСФСР (1983), член-корреспондент АН СССР с 23 декабря 1987 года по Отделению истории (история СССР).

## Биография
Член ВКП(б) с 1944 года. Окончил Краснодарский педагогический институт (1956) и аспирантуру АОН при ЦК КПСС (1960), защитил кандидатскую диссертацию «Советский рабочий класс в борьбе за техническую независимость промышленности (1926—1932 гг.)». С 1960 года работал в правлении Всесоюзного общества «Знание». Заведующий сектором ИМЛ (1962—1982). Главный редактор журнала «Вопросы истории КПСС» (1982—1991).
Умер в 1997. Похоронен на кладбище «Ракитки».

## Основные работы
- «Из истории концессионной политики Советского государства» // «История СССР», 1959, № 4 (в соавт. с Л. Ф. Морозовым и Л. К. Шкаренковым)
- «Как была завоёвана технико-экономическая самостоятельность СССР» (1964)
- «Буржуазная историография о завоевании СССР экономической независимости» // «Вопросы истории», 1968, № 7
- «Завоевание экономической независимости СССР (1917—1940)» (1972)
- «Ленинский курс внешнеэкономической политики Советского государства» // «История СССР», 1974, № 2
- «Проблемы создания материально-технической базы коммунизма: историографический очерк» (1973)
- «КПСС — организатор строительства развитого социализма» (1974)
- «Развитой социализм: историография и методология проблемы» (1976)
- «Роль КПСС в формировании социалистического образа жизни» (1979)
- «В. И. Ленин об экономических основах социалистического образа жизни» // «Вопросы экономики», 1980, № 4 (в соавт. с С. В. Понькиным)
- «Советский образ жизни: проблемы исследования» (1982)
- «Советский образ жизни: история и современность» (1985)
- «Проблемы совершенствования советского образа жизни на современном этапе» // «История СССР», 1986, № 3
- «Правда и ложь о Стране Советов: из истории борьбы против антисоветизма» (1987)
- «Использование американского опыта в период становления советского промышленного зодчества» // «Взаимодействие культур СССР и США (XVIII—XX вв.)» (1987)
- «Об обновлении исторического сознания» // «Новая и новейшая история», 1988, № 4